# Alloeopage cinerea
Alloeopage cinerea är en fjärilsart som beskrevs av W. Warren 1896. Alloeopage cinerea ingår i släktet Alloeopage och familjen mätare. Inga underarter finns listade i Catalogue of Life.